# یس توروپ
یس توروپ (دانمارکی: Jess Thorup؛ زادهٔ ۲۱ فوریهٔ ۱۹۷۰) بازیکن سابق و مربی فوتبال اهل دانمارک است.
از باشگاه‌هایی که در آن بازی کرده‌است می‌توان به باشگاه فوتبال اوردینگن ۰۵، باشگاه فوتبال اسبیرگ، باشگاه فوتبال ادنسه، باشگاه فوتبال تیرول اینسبروک، و باشگاه فوتبال میتیلند اشاره کرد.